# Леос Каракс
Леос Каракс(фр. Leos Carax; справжнє ім'я — Алекс Крістоф Дюпон фр. Alex Christophe Dupont, 22 листопада 1960, Сюрен, Франція) — французький кінорежисер, сценарист і актор. Дворазовий учасник основного конкурсу Каннського кінофестивалю (1999, 2012), призер Берлінського кінофестивалю (1987), дворазовий номінант премії «Сезар» (1985, 2013), лауреат почесного «Золотого леопарда» Кінофестивалю в Локарно (2012).

## Біографія
Алекс Дюпон народився 22 листопада 1960 в паризькому передмісті Сюрен в сім'ї француза і американки. Обраний ним псевдонім Леос Каракс є анаграмою, складеної з слів Алекс і Оскар, і з'єднує справжнє ім'я режисера і «символ фабрики мрій». У шістнадцять років Каракс кинув школу і переселився в Париж, де відвідував Французьку синематеку і слухав лекції про кіно в Університеті Париж III Нова Сорбонна. Написав кілька статей для «Кайе дю сінема». У кіно дебютував двома короткометражними стрічками — La fille rêvée (1977) і Strangulation Blues (1980).
Знімати і вивчати кіно він почав майже одночасно — в 16-17 років. В юності він серйозно захоплювався німими стрічками, познайомився з творчістю американських режисерів 1920-1930-х, і з кінематографом французької «Нової хвилі», який «сильно на нього вплинув». Однак вже до 25 років Каракс припинив дивитися фільми, оскільки «не знаходив в кіно нічого нового для себе».
Першою повнометражною картиною Каракса став фільм «Хлопець зустрічає дівчину» (1984), в якому знялася його дівчина Мірей Пер'є. На роль головного героя Каракс запросив безробітного в ту пору актора Дені Лавана, свого ровесника, який став альтер-его режисера. В останніх двох частинах «трилогії про Алекса» — фільмах «Погана кров» (1986) і «Коханці з Нового мосту» (1991) роль головної героїні дісталася новій музі Каракса Жюльєт Бінош, роман з якою закінчився незабаром після закінчення зйомок «Коханців».
Новою музою Каракса стала актриса Катерина Голубєва. Вона зіграла головну роль в його драмі «Пола Ікс» (1999), знятої за мотивами книги Германа Мелвіла «П'єр, або Двозначності». Після цієї кінокартини в творчості Каракса виникла багаторічна пауза. В інтерв'ю, взятому під час тривалого простою, він говорив, що «не вважає себе ні режисером, ні кінематографістом», і що «в душі» він «нереалізований співак, композитор, рок-зірка, як Девід Боуї».
Іноді Каракс виступає актором у фільмах інших режисерів. Зокрема, він з'явився на екрані в «Королі Лірі» Годара (цією роллю він «дуже пишався, бо захоплювався цим режисером») і в «Містері Самотність» Коріна.

## Фільмографія

### Режисер і сценарист
- 1984 — Хлопець зустрічає дівчину / Boy Meets Girl
- 1986 — Погана кров / Mauvais Sang
- 1991 — Коханці з Пон-Неф / Les amants du Pont-Neuf
- 1997 — Без назви / Sans Titre (короткометражний)
- 1999 — Пола Ікс / Pola X
- 2008 — Токіо! / Tokyo! (Сегмент «Лайно» / Merde)
- 2012 — Корпорація «Святі мотори» / Holy Motors
- 2021 — Аннетт / Annette

### Актор
- 1987 — Король Лір / King Lear — Едгар
- 1997 — Будинок / A casa
- 2004 — Процес / Process
- 2006 — 977
- 2007 — Містер Самотність / Mister Lonely — Ренар
- 2012 — Корпорація «Святі мотори» / Holy Motors

## Громадська позиція
У липні 2018 підтримав петицію Асоціації французьких кінорежисерів на захист ув'язненого у Росії українського режисера Олега Сенцова